# Jörg Wickram
Jörg Wickram est un écrivain alsacien, représentant de l'école humaniste, né à Colmar vers 1505 et mort vers 1562.
Son œuvre abondante aborde les genres les plus variés : théâtre, poésie, roman et récits.  
La Bourse de traduction du prix du patrimoine Nathan Katz a été attribuée en 2011 à Catherine Fouquet pour ses traductions du Rollwagenbüchlin  de Jörg Wickram .

## Biographie
Jörg Wickram est né à Colmar vers 1505. Il était le fils naturel d’une personnalité locale qui occupa à de nombreuses reprises le poste de premier magistrat (Stettmeister). 
Sa naissance illégitime obligea Jörg Wickram de se contenter d’un emploi subalterne comme appariteur (Ratsweibel). En 1546, après la mort de son père, il obtint le droit de bourgeoisie. 
En 1555, il quitte Colmar pour Burkheim-en-Brisgau où il est nommé greffier-syndic. Il signe alors : « Jörg Wickram, Stadtschreiber zu Burckhaim ». 
Ses activités montrent une grande diversité de dons. Un document de 1558 le mentionne comme peintre. Dans une lettre de 1543, Beatus Rhenanus parle de lui comme d'un libraire. Dans les années 1530, Wickram écrit pour le théâtre. En 1545, il publie une traduction des Métamorphoses d’Ovide. 
Il fonde à Colmar une école de maîtres chanteurs en 1546 et s'attire une haute réputation de Meistersinger : on le surnomme le « Hans Sachs du Trône impérial ». 
C’est dans le domaine du roman que Wickram est le plus original : il se libère des modèles français et médiévaux et invente une écriture adaptée au goût de la nouvelle bourgeoisie, à tendance moralisante comme Der Jungen Knaben Spiegel où il critique la noblesse.  
Il remporte ses plus grands succès populaires avec deux ouvrages de divertissement : le Losbuch, recueil de sentences humoristiques (1539) et le fameux Rollwagenbüchlin, recueil de 67 histoires, racontées dans une diligence, dans le genre de celles de Boccace (1555).
La date exacte de sa mort n'est pas connue. Une édition de son drame Tobie parue en 1562 mentionne qu'il est déjà décédé. Des rues de Colmar, Turckheim et Berlin portent son nom.

## Œuvres

### Éditions allemandes
Deux éditions complètes modernes permettent d'accéder à l'œuvre de Wickram : huit volumes édités par Johannes Bolte à Tübingen (1901-1906) et réédités à New York en 1974 ; treize volumes édités par Hans-Gert Roloff à Berlin et New York de 1967 à 1990. 
La liste des volumes de l’édition Roloff est la suivante : 
- Ritter Galmy, 1967
- Gabriotto und Reinhart, 1967
- Knaben Spiegel. Dialog vom ungeratnen Sohn, 1968
- Vom guoten und boesen Nachbaurn, 1969
- Der Goldtfaden, 1968
- Der irr reitend Pilger, 1972
- Das Rollwagenbüchlein, 1973
- Die sieben Hauptlaster, 1972
- Der verlorene Sohn. Tobias, 1971
- Apostelspiel. Knaben Spiegel, 1968
- Ovids Metamorphosen, 1990

### Traductions
- Joyeuses histoires à lire en diligence, première traduction française du Rollwagenbüchlin, le chef-d’œuvre de Jörg Wickram, par Catherine Fouquet (Éditions Arfuyen, 2012). Bourse de traduction du prix du patrimoine Nathan Katz 2011.

## Hommages
- Une école, située 1 rue Woelfelin, porte son nom à Colmar.
- À Colmar, la rue Georges Wickram est située dans le quartier de la petite Venise, et relie la rue des écoles à la rue de Turenne.